# Torneo medievale

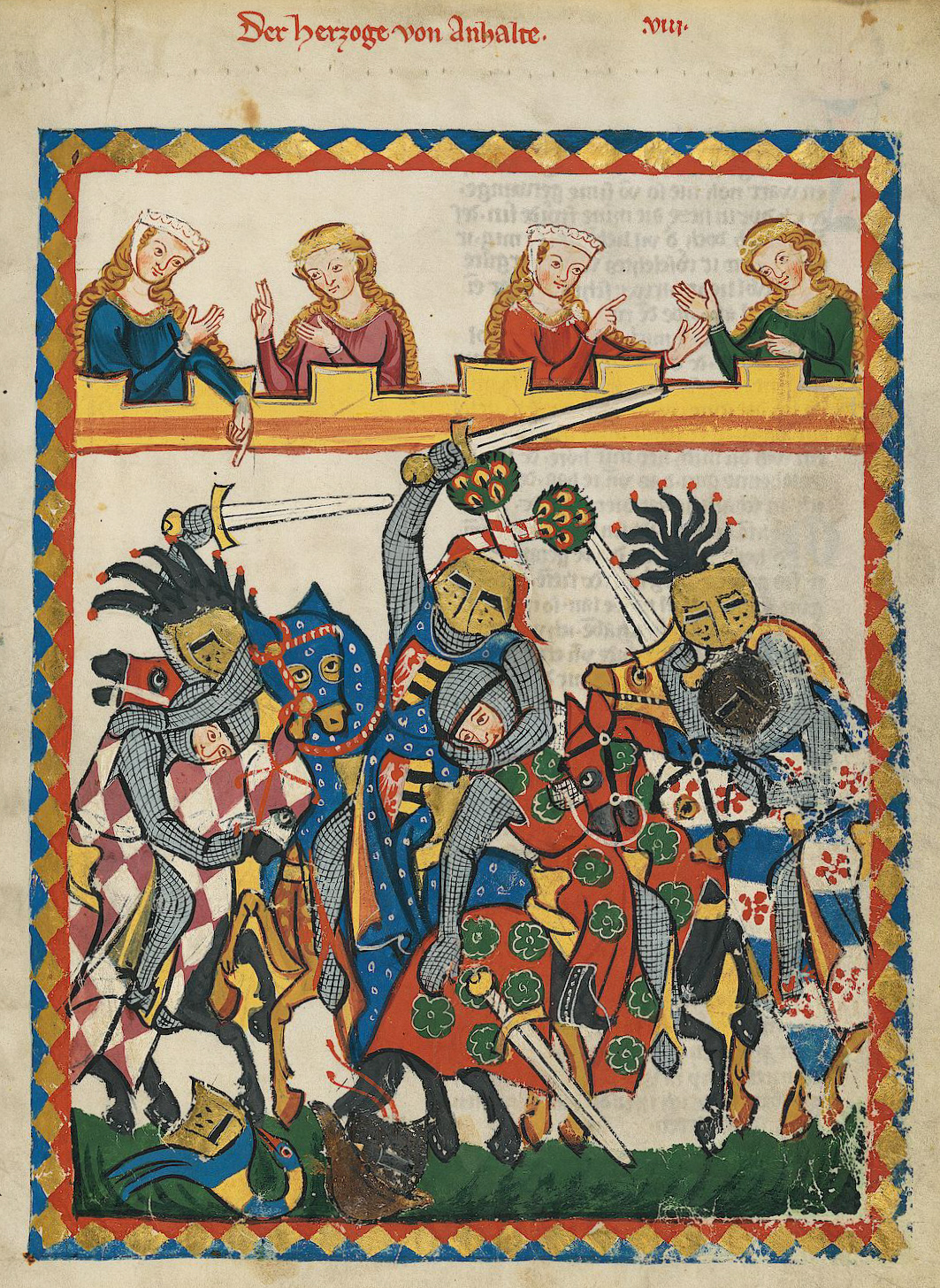
Torneo dal Codex Manesse.

Un torneo medievale è una forma di competizione di origine medievale; nascono come giochi guerreschi con fine di esercizio all'arte della guerra, diffusisi, secondo le fonti storiche, sin dal IX secolo in ambito carolingio.
Nell'uso attuale i due termini torneo e giostra non indicano attività diverse, benché il secondo sia più propriamente un combattimento fra due cavalieri con "lancia in resta" e un torneo un combattimento tra pedoni. Ebbero origine nel Medioevo feudale e dalla struttura militare principale dell'epoca, la cavalleria. Va ricordato che spesso venivano anche organizzati combattimenti a piedi, specialità amata da Enrico VIII d'Inghilterra.

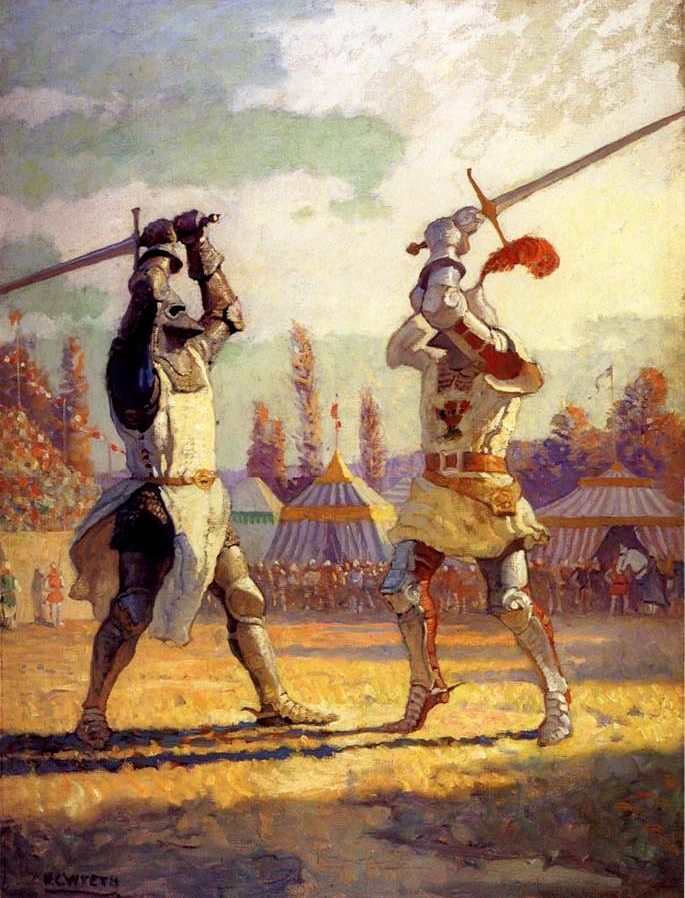
Duello di cavalieri in torneo nell'illustrazione Sir Nigel Sustains England’s Honor ("Sir Nigel difende l'onore dell'Inghilterra") di N.C. Wyeth, del 1922.

## Storia
I tornei si diffusero in tutta Europa a partire dal XII secolo e assunsero sempre maggiore importanza, divenendo assai fastosi e spettacolari. Il franco Goffredo II di Preuilly fissò soltanto le norme che lo governavano, ma nella sua epoca erano già diffusi. Il torneo nasce nelle terre dei Franchi; in Italia troviamo testimonianze di tornei già nel XII secolo. Originariamente prevedevano battaglie con alto rischio di morte, ma nel XIII secolo si diffuse l'uso di utilizzare lance spuntate e spade senza punta né taglio. Anche con tali precauzioni continuarono a verificarsi comunque gravi incidenti.

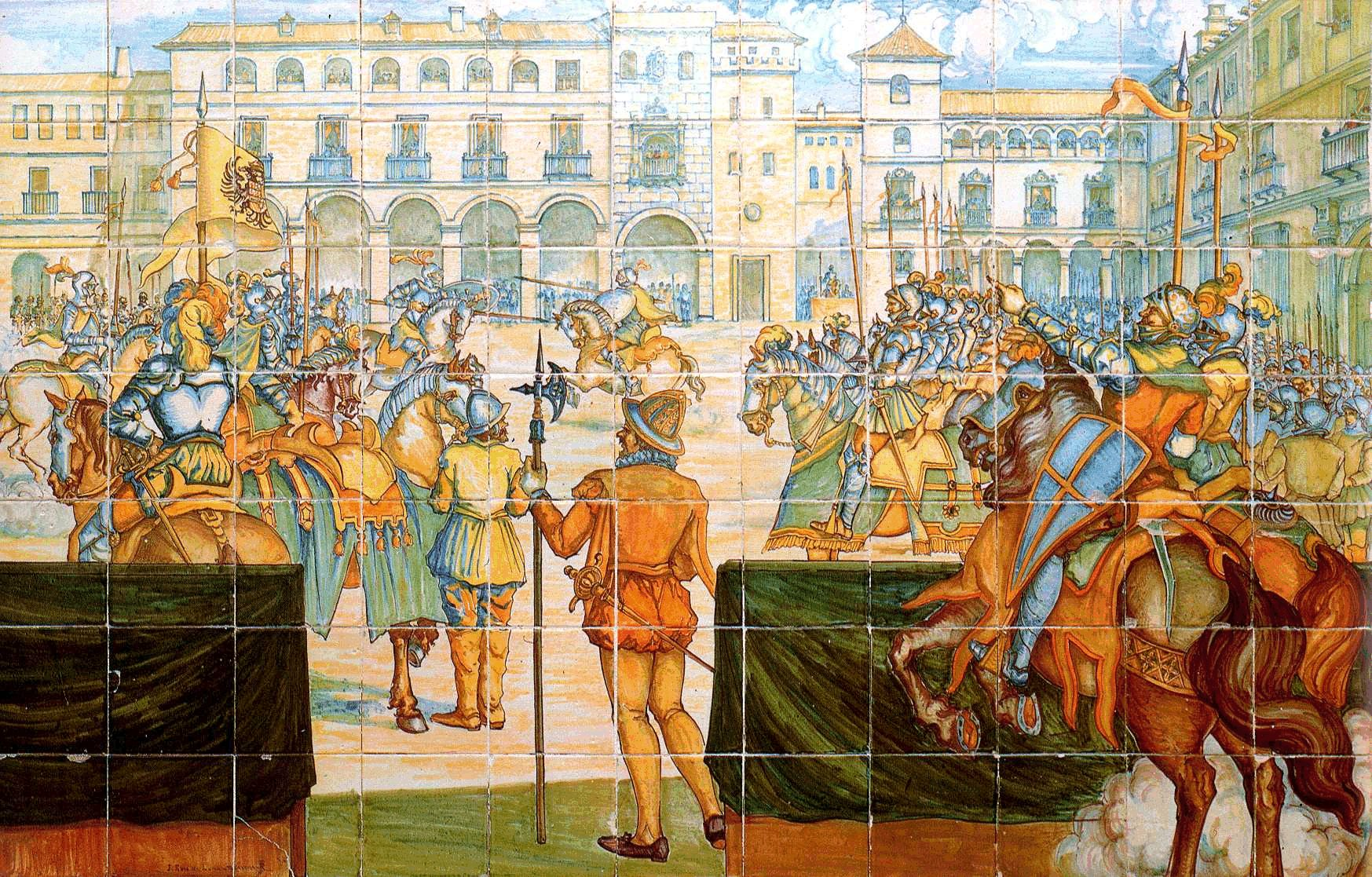
Torneo in Castiglia.

La violenza a cui erano arrivati gli scontri indusse la Chiesa nel 1130 a proibire, ma senza successo, i tornei, scomunicando i torneanti e proibendo la sepoltura cristiana a coloro che trovavano la morte negli scontri. Nel XIII secolo si formalizzò la distinzione tra tornei con armi à outrance, cioè da battaglia, e armi à plaisance, per limitare le ferite. La Chiesa, grazie alla nuova forma di torneo, nel 1281 abolì le proibizioni. I principali erano redatti in volgare francese e chi non si atteneva era accusato di essere un fellone; le ultime manifestazioni si svolsero sino al XVII secolo.

## Descrizione
Consistevano in combattimenti, nullo interveniente odio (Ruggero di Hoveden), di cavalieri a squadre o a coppie, a cavallo ma anche a piedi, ed erano regolati da un preciso cerimoniale: i cavalieri venivano chiamati uno ad uno dall'araldo d'armi, che ne blasonava l'arma o scudo e gli eventuali titoli nobiliari, presentandoli al pubblico che affollava l'arena e al signore o all'autorità che aveva indetto il torneo.

### I partecipanti
Ai tornei parteciparono cavalieri ed in generale anche membri dell'alta aristocrazia europea, compresi i sovrani di importanti regni. Durante il combattimento, i cavalieri dovevano comportarsi lealmente, combattere pro solo exercitio, atque ostentatione virium (Ruggero di Hoveden), attenendosi a un preciso codice d'onore, direttamente derivato da quello dell'aristocrazia militare.

### Le giostre

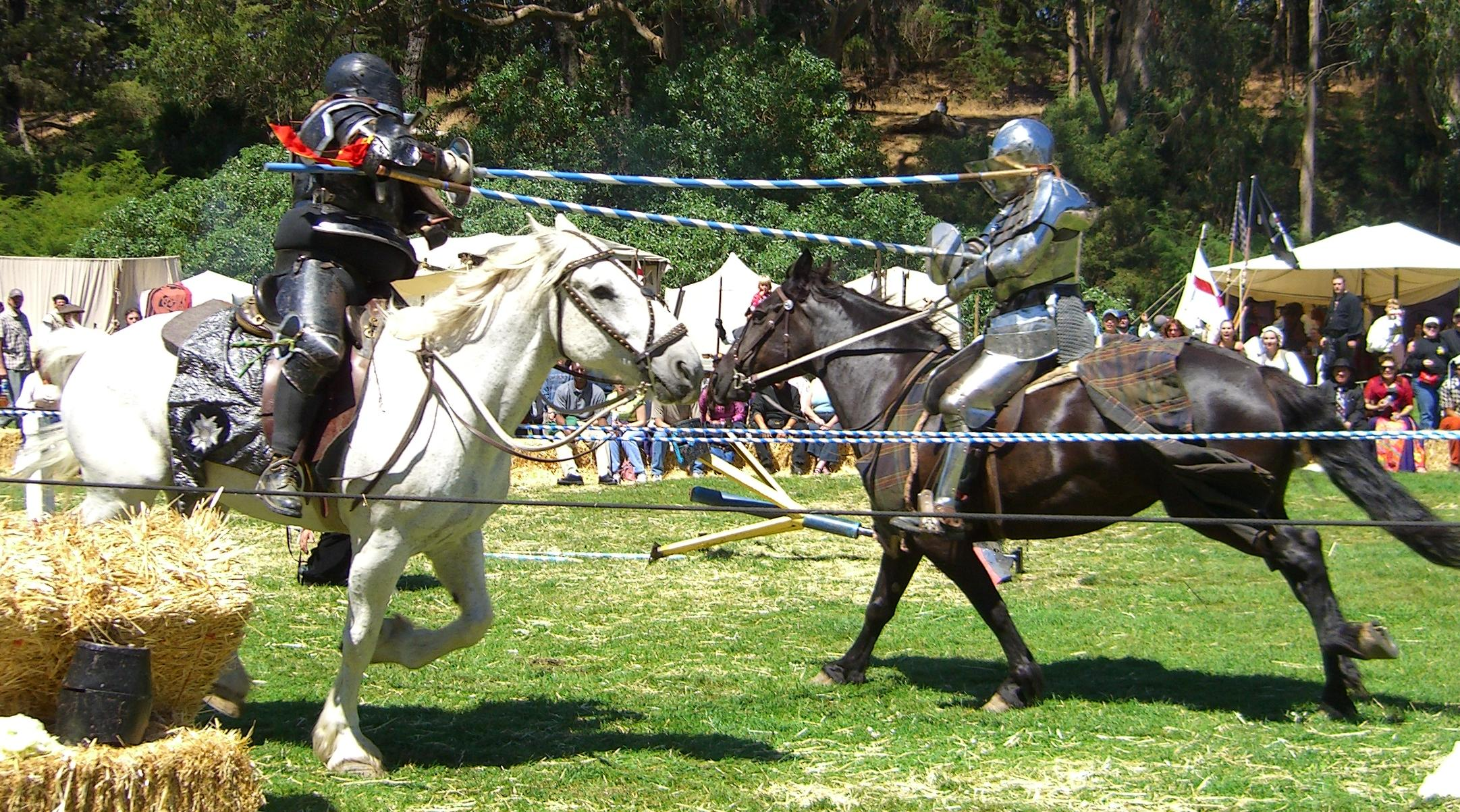
Una giostra.

Durante lo sviluppo del torneo propriamente detto, cioè affrontato da due schieramenti, nacque la giostra, ideale duello tra singoli cavalieri. Tra il XV secolo e il successivo, la giostra divenne l'evento di maggior successo, grazie all'accattivante cerimoniale. 
I cavalieri, secondo le regole dell'amor cortese, giostravano in nome della loro servitù d'amore verso una dama. 
Nel secolo quindicesimo, s'introdusse una barriera per tener separati i due giostranti durante la galoppata uno contro l'altro. Lo scopo era disarcionare l'avversario con l'urto della lancia, ma senza colpire l'elmo. Le lance erano di frassino, così da frantumarsi nello scontro, evitando lo sfondamento dell'armatura del colpito
I tornei nacquero per l'allenamento fisico e militare dei nobili nei periodi invernali. L'occupazione principale dei nobili nel medioevo erano le campagne militari, che si tenevano tranne rari casi nei mesi caldi: in quelli freddi gli eserciti venivano sciolti e per alcuni periodi il freddo impediva anche di occuparsi della caccia.
Ciò causava un infiacchimento del fisico e dei riflessi e la soluzione venne trovata nell'organizzare battaglie simulate, già attestate in epoca carolingia nelle cronache dello storico Nitardo.
Un termine che ricorre inizialmente a indicare il torneo è hastiludium, gioco di lancia: nell'XI secolo si diffonde infatti il modo di combattere a cavallo "lancia in resta", cioè con una lunga lancia ben salda sotto il braccio destro, assicurata tramite una sporgenza della corazza (la resta) su cui faceva battuta una scanalatura della lancia.
Nei primi tornei, opposti schieramenti di cavalieri si battevano in furibonda mischia in ampi spazi fuori dai luoghi abitati. Uno schieramento era formato dai ténants, coloro che avevano lanciato la sfida, un altro dai vénants, coloro che l'avevano accettata.
A causa delle modalità di combattimento caratterizzate dalle poche regole e supervisioni inizialmente applicate, non furono pochi i casi in cui i tornei vennero sfruttati per risolvere diatribe tra nobili, portando alla morte di molti partecipanti. Un noto esempio è il torneo tenutosi a Chalons nel 1273, dove avvenne uno scambio di colpi troppo duri tra il Conte di Chalons e re Edoardo I d'Inghilterra che sfociò in un vero e proprio conflitto tra i due fronti di partecipanti, tanto che il torneo venne soprannominato in seguito "La Piccola Battaglia di Chalons". 

### La mondanità
Si diffuse in fretta la passione da parte di un pubblico vario per tali arti marziali: presto quindi i tornei assunsero un aspetto lussuoso e vennero organizzati per celebrare vittorie, ricorrenze, accordi tra signori e feste religiose.
L'organizzazione degli eventi divenne sempre più rituale e sontuosa, codificata da un complesso cerimoniale. Le armature dei cavalieri divennero sempre più ricche e personalizzate con bardature e colori sgargianti.
I tornei erano quindi associati agli eventi mondani: nel 1468 a Pas de l'Arbre d'Or si tenne un torneo per celebrare il matrimonio del Duca di Borgogna; a Parigi nel 1559 si tenne per il matrimonio tra Filippo II di Spagna e Elisabetta, figlia di Enrico II di Francia, che vi rimase ferito a morte. La disfida di Barletta, nata da una questione d'onore nel 1503 tra 13 Francesi e 13 Italiani, vide la vittoria di questi ultimi. 
Nel 1474 presso Malpaga, Bartolomeo Colleoni indisse in onore dell'ospite re Cristiano I di Danimarca un torneo ritratto dagli affreschi del Romanino.

## I cavalli utilizzati
Ovviamente era importantissima la cura per i cavalli, sia dal punto di vista dell'addestramento che dell'equipaggiamento degli stessi.
I cavalli dovevano essere addestrati, come per le battaglie vere, a rispondere nella mischia senza tentennamenti ai comandi del cavaliere, a roteare e a rizzarsi per permettere poderosi colpi dall'alto verso il basso; era quindi necessaria una sintonia tra uomo e animale ottenibile solo con addestramento continuo. Per permettere al cavaliere un urto ottimale, nella giostra con divisorio ligneo o di tessuto tra i partecipanti in corsa era indispensabile che l'animale fosse ben addestrato a tenere il galoppo sul piede destro, da cui appunto il nome "destriero".
L'armamento dell'animale serviva a proteggere il cavallo stesso e il suo cavaliere. La sella aveva un arcione ampio per proteggere il basso addome e a volte anche le cosce del cavaliere. La testiera era molto spessa e copriva gran parte della visuale del cavallo in modo che il cavallo non reagisse di propria iniziativa nello scontro. L'ornamento comprendeva una vistosa gualdrappa di stoffe dei colori del cavaliere.

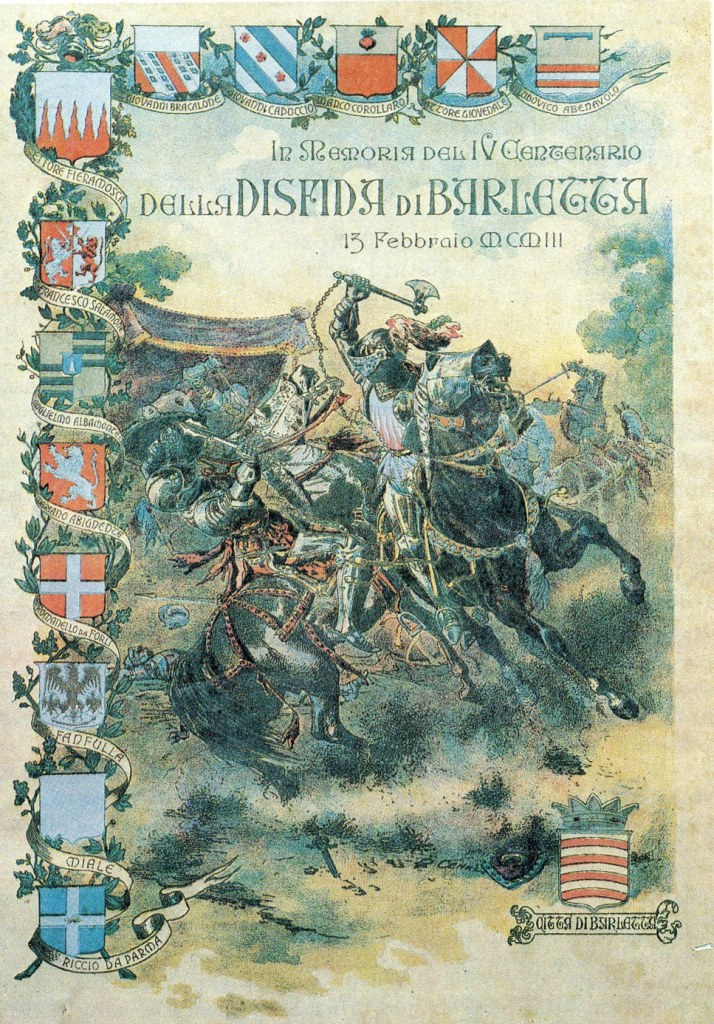
Manifesto commemorativo del IV centenario della Disfida di Barletta.

## Le conseguenze culturali
Dalla metà del XVI secolo, tornei e giostre persero i caratteri originari, venendo meno nella società gli ideali da cui erano nati e mantenendo solo gli aspetti più spettacolari, talvolta le giostre sono inserite tra gli spettacoli proposti nel corso di feste medievali.
Da essa derivò il carosello, ovvero una parata di cavalieri per celebrare ricorrenze o festività. In Italia vengono ancora oggi praticati, come eventi cittadini, esercizi da giostra in cui bisogna infilzare con la lancia anelli sempre più piccoli o colpire pali o busti roteanti, come ad esempio:
- Corsa all'Anello (Narni);
- Giostra dell'Arme (San Gemini);
- Giostra della Quintana (Foligno);
- Calendimaggio (Assisi);
- Palio di Pasqua Rosata (Assisi);
- Palio di San Rufino (Assisi);
- Palio della Balestra (Gubbio) e (Sansepolcro);
- Giostra del Saracino di Sarteano (Sarteano);
- Giostra del Saracino (Arezzo);
- Giostra dell'orso (Pistoia);
- Giostra cavalleresca (Sulmona);
- Giostra della Quintana (Ascoli Piceno);
- Palio del Niballo (Faenza);
- Palio di Casole d'Elsa (Siena);
- Giostra del monaco (Ferrara);
- Giostra della rocca (Monselice);
- Giostra della Jaletta (San Marco la Catola).